# Pteronymia asellia
Pteronymia asellia är en fjärilsart som beskrevs av Carl Heinrich Hopffer 1874. Pteronymia asellia ingår i släktet Pteronymia och familjen praktfjärilar. Inga underarter finns listade.